# Бразильский культурный центр
Бразильский культурный центр (порт. Centro Cultural Brasileiro, сокращенно CCB) — учреждение, ответственное за продвижение культурной политики Бразилии за рубежом.
Бразильский культурный центр поддерживается Министерством иностранных дел Бразилии и находится в подчинении бразильских дипломатических миссий в стране пребывания.

## Деятельность
Деятельность Бразильского культурного центра направлена на систематическое преподавание португальского языка, распространение бразильской литературы, распространение информационных материалов о Бразилии, организация художественных выставок и театральных представлений, совместное издание и распространение произведений национальных авторов, распространение бразильской классической и современной музыки, продвижение бразильского кино, а также другие формы выражения культуры Бразилии, через организацию лекций и семинаров.
Центр также проводит тесты для получения сертификата владения португальским языком как иностранным — CELPE-Bras.

## География центра
Во всем мире расположен 21 Бразильский культурный центр, 12 из которых в Северной и Южной Америке, 3 в Европе, 6 на африканском континенте.
Адрес штаб-квартиры: Ministério das Relações Exteriores 
Esplanada dos Ministérios Bloco H - Palácio Itamaraty 
Anexo II - Sala 11 Brasília, DF - Brasil - 70170-900